# Pigeon Island, Saint Lucia
Pigeon Island är en tidigare ö och numera udde i Saint Lucia. Den ligger i kvarteret Gros-Islet, i den norra delen av landet. Arean är 0,16 kvadratkilometer.
Terrängen på Pigeon Island är lite kuperad. Uddens högsta punkt är 916 meter över havet. Den är täckt av buskskog.